# Bogense Sogn

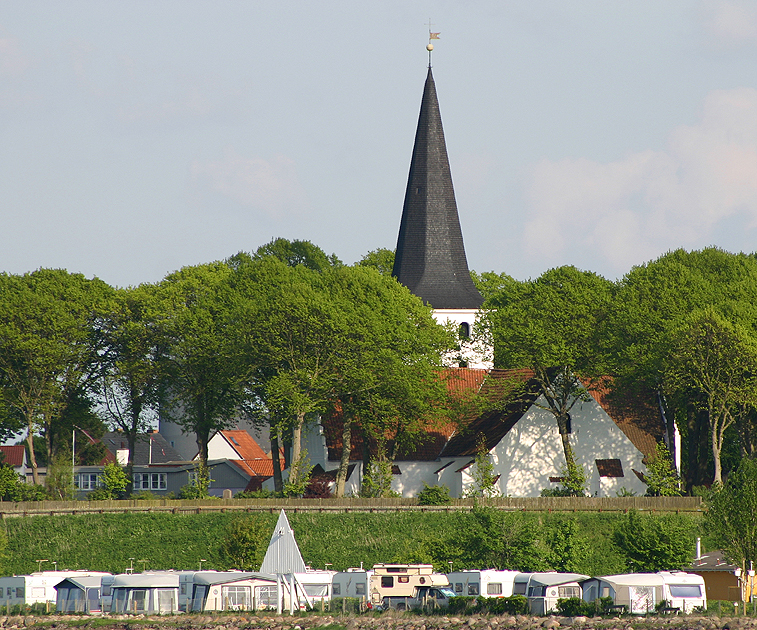
Sankt Nicolaj Kirke

Bogense Sogn ist eine Kirchspielsgemeinde (dän.: Sogn) an der Nordküste der Insel Fyn (dt.: Fünen) im südlichen Dänemark. Bis 1970 gehörte sie zur Harde Skovby Herred im damaligen Odense Amt, danach zur Bogense Kommune im Fyns Amt, die im Zuge der Kommunalreform zum 1. Januar 2007 in der Nordfyns Kommune in der Region Syddanmark aufgegangen ist.
Im Kirchspiel leben 4087 Einwohner, davon 4074 im Kommunenzentrum Bogense (Stand: 1. Januar 2023). Im Kirchspiel liegt die Kirche „Sankt Nicolaj Kirke“, auch „Bogense Kirke“ genannt.
Nachbargemeinden sind im Süden und im Westen Skovby Sogn, sowie im Osten Nørre Sandager Sogn.